# Hasan Orbay
Hasan Orbay (Ankara, 14 de agosto de 1979) es un deportista turco que compitió en tiro con arco, en la modalidad de arco recurvo. Ganó una medalla en el Campeonato Europeo de Tiro con Arco al Aire Libre de 2000 y dos medallas en el Campeonato Europeo de Tiro con Arco en Sala de 2000.

## Palmarés internacional
| Campeonato Europeo al Aire Libre | Campeonato Europeo al Aire Libre | Campeonato Europeo al Aire Libre | Campeonato Europeo al Aire Libre |
| Año                              | Lugar                            | Medalla                          | Prueba                           |
| -------------------------------- | -------------------------------- | -------------------------------- | -------------------------------- |
| 2000                             | Antalya (Turquía)                | Medalla de oro                   | Equipo                           |
| Campeonato Europeo en Sala       |                                  |                                  |                                  |
| Año                              | Lugar                            | Medalla                          | Prueba                           |
| 2000                             | Spała (Polonia)                  | Medalla de oro                   | Individual                       |
| 2000                             | Spała (Polonia)                  | Medalla de bronce                | Equipo                           |